# Chirundu Bridge
Chirundu Bridge ist der gebräuchliche Name für zwei nebeneinanderliegende Straßenbrücken über den Sambesi zwischen den gleichnamigen Orten Chirundu am Nordufer in Sambia und Chirundu am Südufer in Simbabwe. Chirundu Bridge ist eine von insgesamt nur fünf Straßenbrücken über den Sambesi. Sie ist der wichtigste Teil der Straßenverbindung zwischen Lusaka und Harare, den Hauptstädten der beiden Staaten.

## Otto Beit Bridge
Die Otto Beit Bridge ist eine zweispurige Hängebrücke mit einer Länge von 382 m und einer Spannweite von 320 m.
Ihre Pylone bestehen aus bis zum Fahrbahnträger reichenden Betonpfeilern. Auf diesen Pfeilern wird der Oberbau der Pylone durch senkrechte, schmale Fachwerkträger gebildet, die durch mehrere diagonale Stahlträger miteinander verbunden und versteift sind. Die Tragseile bestehen aus Paralleldrahtseilen, die vor der Montage in Stränge von je 37 Drähten gebündelt und als solche auf die Pylone gezogen und anschließend von Seilpressen zu Tragseilen geformt wurden. Dadurch ersparte man sich das kostspielige Luftspinnverfahren und die Anreise der dafür notwendigen Fachkräfte. Die Tragseile tragen nur das Brückendeck zwischen den Pylonen, das von leichten, aber relativ hohen Fachwerkträgern versteift wird. Der kurze Zwischenraum zwischen den Pylonen und den hohen Ufern wird durch einfache Fachwerkrampen überbrückt, die an den Pylonen und an den Enden der Brücke aufliegen.
Die Otto Beit Bridge war eine von vier Straßenbrücken (und einer Eisenbahnbrücke), die vom Beit Trust des 1906 verstorbenen deutsch-britisch-südafrikanischen Gold- und Diamantenmagnaten Alfred Beit in Auftrag gegeben wurden, um Straßenverbindungen im damaligen Rhodesien und allgemein im südlichen Afrika herzustellen. Die Brücke ist nach Alfred Beits Bruder Otto benannt.
Mit der Planung der Brücke und der entsprechenden Straßenverbindung wurden die beratenden Ingenieure Sir Douglas & Francis Fox, London, beauftragt, die zu dieser Zeit bei fast allen Eisenbahnen im Süden Afrikas als planende und bauleitende Ingenieure tätig waren. In dem Ingenieurbüro war Ralph Freeman für die Brücke verantwortlich, der bereits an der Planung Sydney Harbour Bridge mitgewirkt und die Planung der Birchenough Bridge geleitet hatte. Gebaut wurde die Brücke von dem englischen Stahlbauunternehmen Cleveland Bridge & Engineering Co. Die Eröffnungsfeierlichkeiten fanden am 24. Mai 1939 in Anwesenheit von Lillian Beit, der Witwe von Otto Beit, und der britischen Gouverneure von Nord- und Süd-Rhodesien statt.
Die ursprünglich zweispurige Brücke ist von modernen Lkw nur einspurig benutzbar und war den gestiegenen Verkehrslasten nicht mehr gewachsen.
Nach der Eröffnung der neuen Chirundu Bridge wurde sie deshalb nicht benutzt und instand gesetzt. Seit 2010 ist sie wieder in Benutzung für Personenverkehr Richtung Norden.

## Chirundu Bridge (2003)
Die zweite Chirundu Bridge steht 90 m oberhalb der Otto Beit Bridge. Sie ist eine 400 m lange, zweispurige Spannbeton-Hohlkasten-Brücke, deren drei Brückenfelder von zwei Betonpfeilern im Strom getragen werden (dessen Fluten inzwischen von der Kariba-Talsperre gezähmt wurden). Sie wurde in den Jahren 1999 bis 2003 von dem japanischen Unternehmen Kajima Corporation mit Unterstützung des japanischen Außenministeriums (Ministry of Foreign Affairs of Japan – MOFA) gebaut.
Seit 2010 wird sie für den gesamten Verkehr Richtung Süden sowie für den Lastwagenverkehr Richtung Norden genutzt.